# میله هم‌زن
میله هم‌زن(به انگلیسی: Stirring rod) یک ابزار آزمایشگاهی است که برای همزدن محلول ها در آزمایشگاه به کار می‌رود.این وسیله می‌تواند از جنس شیشه یا مواد پلیمری باشد.